# Musica del Mozambico
La musica del Mozambico è una delle più importanti manifestazioni della cultura di questo paese. La musica tradizionale ha caratteristiche bantu accanto ad influenze arabe riscontrate principalmente nella zona nord e, in quanto tale, è normalmente suonata come musica di accompagnamento delle cerimonie sociali, principalmente come una forma di danza.
La musica commerciale affonda le proprie radici nella musica tradizionale, ma si discosta da questa a causa dell'utilizzo di ritmi e tecnologie importate da culture differenti. Un tipo di musica commerciale molto conosciuto è la marrabenta, originaria del sud del paese che non si limita ad essere una musica ballabile ma, frequentemente, è caratteriazata da testi con contenuto di grande attualità sociale.

## Musica giovanile
La musica giovanile del Mozambico è caratterizzata dalla presenza di numerosi generi musicali, fra cui i principali sono Marrabenta, Hip hop, Passada, R&B e Dzukuta. Fra gli artisti sono da segnalare Azagaia, Mc Roger, Neyma, Dama do Bling, Ziqo, Denny OG, Yara, Doppaz, The Dream, DRP, 360 Graus, Valdemiro José, Estaka Zero, Gpro, Mahel, Young Sixties, Karim Djabar, Mr.Ripper, Lizha James, M-Eighteen, Trio Fam, ELEX (Lyrical Explosion), EDR (Esquadrão do Rap), Marlene e New Squad.